# Selenaspidus spinosus
Selenaspidus spinosus är en insektsart som beskrevs av Robert Malcolm Laing 1929. Selenaspidus spinosus ingår i släktet Selenaspidus och familjen pansarsköldlöss. Inga underarter finns listade i Catalogue of Life.